# Жозе Карлуш Гонсалвіш Родрігіш
Жозе Карлуш Гонсалвіш Родрігіш (грец. Ζοζέ Κάρλος Γκονσάλβες Ροντρίγκες, нар. 31 серпня 1988, Лісабон), також відомий як Зека (грец. Ζέκα) — грецький футболіст португальського походження, півзахисник клубу «Панатінаїкос».
Виступав, зокрема, за клуб «Копенгаген», а також національну збірну Греції.
Володар Кубка Греції. Чемпіон Данії.

## Клубна кар'єра
Народився 31 серпня 1988 року в місті Лісабон. Вихованець футбольної школи клубу «Каза Піа». Дорослу футбольну кар'єру розпочав 2007 року в основній команді того ж клубу, в якій провів три сезони.
Протягом 2010—2011 років захищав кольори «Віторії» з міста Сетубал.
Своєю грою за останню команду привернув увагу представників тренерського штабу клубу «Панатінаїкос», до складу якого приєднався 2011 року. Відіграв за клуб з Афін наступні шість сезонів своєї ігрової кар'єри. За час, проведений у складі «Панатінаїкоса», став володарем Кубка Греції. Всього за Панатинаїкос зіграв 248 матчів, забивши 7 голів і віддавши 23 передачі у всіх змаганнях.
До складу «Копенгагена» приєднався 2017 року. За 6 сезонів у клубі тричі ставав чемпіоном Данії.
23 травня 2023 року повернувся до «Панатінаїкоса», підписавши контракт на два роки.
| Дата       | Місто     | Господарі            | Результат | Гості       | Турнір                               | Голи | Примітки |
| ---------- | --------- | -------------------- | --------- | ----------- | ------------------------------------ | ---- | -------- |
| 25-3-2017  | Брюссель  | Бельгія              | 1 – 1     | Греція      | Відбір до ЧС 2018                    | -    | 84'      |
| 9-6-2017   | Зениця    | Боснія і Герцеговина | 0 – 0     | Греція      | Відбір до ЧС 2018                    | -    |          |
| 31-8-2017  | Пірей     | Греція               | 0 – 0     | Естонія     | Відбір до ЧС 2018                    | -    |          |
| 3-9-2017   | Пірей     | Греція               | 1 – 2     | Бельгія     | Відбір до ЧС 2018                    | 1    |          |
| 7-10-2017  | Нікосія   | Кіпр                 | 1 – 2     | Греція      | Відбір до ЧС 2018                    | -    |          |
| 10-10-2017 | Афіни     | Греція               | 4 – 0     | Гібралтар   | Відбір до ЧС 2018                    | -    |          |
| 9-11-2017  | Загреб    | Хорватія             | 4 – 1     | Греція      | Відбір до ЧС 2018                    | -    | 21'      |
| 12-11-2017 | Афіни     | Греція               | 0 – 0     | Хорватія    | Відбір до ЧС 2018                    | -    |          |
| 23-3-2018  | Афіни     | Греція               | 0 – 1     | Швейцарія   | товариський матч                     | -    |          |
| 12-10-2018 | Афіни     | Греція               | 1 – 0     | Угорщина    | Ліга націй УЄФА 2018-2019 - 1-й етап | -    |          |
| 15-10-2018 | Гельсінкі | Фінляндія            | 2 – 0     | Греція      | Ліга націй УЄФА 2018-2019 - 1-й етап | -    |          |
| 15-11-2018 | Афіни     | Греція               | 1 – 0     | Фінляндія   | Ліга націй УЄФА 2018-2019 - 1-й етап | -    |          |
| 18-11-2018 | Афіни     | Греція               | 0 – 1     | Естонія     | Ліга націй УЄФА 2018-2019 - 1-й етап | -    |          |
| 23-3-2019  | Вадуц     | Ліхтенштейн          | 0 – 2     | Греція      | Відбір до ЧЄ 2020                    | -    |          |
| 26-3-2019  | Зениця    | Боснія і Герцеговина | 2 – 2     | Греція      | Відбір до ЧЄ 2020                    | -    |          |
| 8–6-2019   | Афіни     | Греція               | 0 – 3     | Італія      | Відбір до ЧЄ 2020                    | -    |          |
| 11-6-2019  | Марусі    | Греція               | 2 – 3     | Вірменія    | Відбір до ЧЄ 2020                    | 1    | 73'      |
| 8-9-2019   | Афіни     | Греція               | 1 – 1     | Ліхтенштейн | Відбір до ЧЄ 2020                    | -    | 62' 87'  |
| 12-10-2019 | Рим       | Італія               | 2 – 0     | Греція      | Відбір до ЧЄ 2020                    | -    |          |
| Усього     |           | Матчів               | 19        |             | Голів                                | 2    |          |

## Титули і досягнення
- Володар Кубка Греції (1):

«Панатінаїкос»: 2013-14
- Чемпіон Данії (3):

«Копенгаген»: 2018-19, 2021-22, 2022-23